# Xavier, Duque da Aquitânia
Xavier Maria José de França (em francês: Xavier Marie Joseph de France; Versalhes, 8 de setembro de 1753 – Versalhes, 22 de fevereiro de 1754) 
era um Filho da França da Casa de Bourbon. Ao nascer, ele recebeu o título de Duque da Aquitânia de seu avô, o rei Luís XV de França. Ele era o terceiro filho sobrevivente e o segundo filho de Luís, Delfim da França e da princesa Maria Josefa da Saxônia.
Sua educação foi encarregada a Marie Isabelle de Rohan, duquesa de Tallard. Xavier morreu aos cinco meses de idade em Versalhes após um ataque de convulsões. Ele está enterrado na Basílica de Saint-Denis.